# Charles Walker (homme politique britannique)
Pour l'homme politique fidjien, voir Charles Walker.
Pour les articles homonymes, voir Charles Walker et Walker.
Charles Ashley Rupert Walker (né le 11 septembre 1967) est un homme politique britannique du Parti conservateur, qui est député pour Broxbourne dans Hertfordshire de 2005 à 2024.

## Biographie
Né à Henley-on-Thames, Walker fait ses études à l'American School de Londres, puis à l'Université de l'Oregon aux États-Unis, où il obtient un BSc en science politique en 1990,. 
Il est membre du conseil de Wandsworth de 2002 à 2006. Il poursuit une carrière dans le marketing et les communications et occupe des postes de direction au sein de plusieurs entreprises. Il siège au conseil d'administration de Blue Arrow, la société de recrutement. Walker appartient au syndicat Amicus. 
Il se présente à Ealing North en 2001. Aux Élections générales britanniques de 2005, il est élu député de Broxbourne, succédant à Marion Roe.   
Walker est l'un des 23 députés à signer la Motion de censure contre le président Michael Martin.
Il rejoint le panel des présidents en 2010 et est coprésident de la commission sur le projet de loi sur l'éducation qui a été soumis au comité en 2011. En mai 2010, il est élu vice-président du comité 1922 et la même année est élu au conseil d'administration du Parti conservateur.   
À la suite des Élections générales britanniques de 2015, il est réélu sans opposition en tant que président de la commission de la procédure. 
Walker est nommé Officier de l'Ordre de l'Empire britannique (OBE) dans les honneurs du Nouvel An 2015 pour le service politique, et Chevalier Commandeur de l'Ordre de l'Empire britannique (KBE) lors de la démission de Theresa May le 10 septembre 2019, "pour le service politique et public". 

### Relation avec le speaker
En octobre 2012, il est élu président de la Commission de la procédure, qui décide du processus d'élection d'un nouveau président de la Chambre des communes. En plus de ses fonctions de président, Walker est membre du Comité des présidents de l'Autorité indépendante des normes parlementaires (SCIPSA) et répond aux questions parlementaires au nom du Comité. Le Daily Telegraph estime qu'il avait une chance de devenir speaker lorsque John Bercow se retirerait. 
Lors de la dernière session parlementaire avant les élections générales de 2015, Walker explique ce qu'il savait de la décision du gouvernement de forcer un vote sur la modification des règles d'élection d'un président pour le prochain parlement. Les députés conservateurs n'aimaient pas John Bercow. Walker a dit qu'il avait écrit un rapport sur le sujet "il y a des années" mais bien qu'il ait parlé à William Hague et Michael Gove cette semaine-là, aucun ne lui avait dit leurs objectifs. Il ne l'avait découvert que par la rumeur et avait déclaré qu'il préférait être un imbécile honorable que faire partie d'un complot. Le gouvernement perd le vote et Walker reçoit une ovation debout,. 

### Contribution à la déstigmatisation des problèmes de santé mentale
Walker vit avec un Trouble obsessionnel compulsif depuis plus de 30 ans, déclarant son handicap en 2012, tandis que Kevan Jones du Labour, décrit simultanément ses problèmes de dépression. Les deux députés ont été félicités pour leurs discours historiques sur un sujet tabou, quoique vécu par une personne sur quatre. 
Il remporte le discours du Spectator de l'année à deux reprises lors de sa remise annuelle des prix du parlementaire de l'année: la première fois en 2011 et la deuxième fois en 2012 lorsqu'il a partagé le prix avec Kevan Jones. Il est aussi l'un des parlementaires de Spectateur de l'année en 2013. En 2012, il est choisi comme l'un des Telegraph ' s « 50 Grands Bretons » pour cette année et est aussi l'un des The Guardian ' « Histoires de 2012 » s.
En novembre 2013, il reçoit la médaille du président du Royal College of Psychiatrists.

## Vie privée
Walker est le beau-fils du coureur de demi-fond et ancien député conservateur Christopher Chataway. Il est marié et a trois enfants. 